# Chuj (taal)

Spreiding van Mayatalen over Guatemala

Het Chuj is een taal uit de Maya taalfamilie. Het wordt gesproken door de Chuj. Het heeft circa 32.000 sprekers in Guatemala en 10.000 in Mexico, waaronder 8.000 vluchtelingen uit Guatemala.
De Guatemalteekse Chuj-sprekers bevinden zich in drie gemeentes van het department Huehuetenango: San Mateo Ixtatán, San Sebastián Coatán en Nentón. Er bevindt zich ook een aantal gemigreerde Chuj-gemeenschappen in de landkolonisatiegebieden Barillas en Ixcán.
Samen met Tojolab'al, Mocho', Acateeks, Q'anjob'al en Jacalteeks vormt het Chuj de westelijke tak van de Maya taalfamilie. Het Chuj heeft rond het begin van onze jaartelling een eigen taaltak ontwikkeld. Er zijn twee Chuj-dialecten: Ixtatán Chuj en San Sebastián Coatán Chuj.
Het Chuj is betrekkelijk sterk beïnvloed door het Spaans en Chuj-sprekers zijn dan ook geneigd om Chuj te vermengen met Spaanse woorden. Geschat wordt dat 70% van het Chuj-vocabulaire werkelijk puur Chuj is.

## Alfabet en spellingvoorbeelden

### Chuj-alfabet
a, b', ch, ch', e, h, i, j, k, k', l, m, n, nh, o, p, r, s, t, t', tz, tz', u, w, v, x, y, ' (saltillo)

### Enige woorden in het Ixtatán Chuj
- pat = huis
- ix = vrouw
- winak = man
- unin = kind
- wa'il = tortilla
- ixim = maïs
- tut = bonen
- pajich = tomaat
- k'u = zon
- nhab' = regen
- ik' = wind of lucht
- asun = wolk

### Telwoorden (1 t/m 10)
San Mateo Ixtatán / San Sebastián Coatán
1. Ju'un / Jun[5]
2. Cha'ab' / Cha'ab'/chab'
3. Oxe' / Oxe'
4. Chanhe' / Chanhe'
5. Hoye' / O'e'
6. Wake' / Wake'
7. Huke' / Huke'
8. Wajxake' / Wajxke'
9. B'alunhe' / B'alnhe'
10. Lajunhe' / Lajnhe'